# Лажни Димитрије
Лажни Димитрије или Димитрије Самозванац (? — 17. мај 1606) је био цар Русије од 1605. године.

## Успон на власт
Смрт малог принца Димитрија, сина Ивана IV Грозног 1591. године међу народом тог времена није била прихваћена као стварност. Када се почетком новог века први пут појавио Лажни Димитрије, због претварања да је преминули принц, убрзо се нашао у затвору из којег успешно бежи у Пољску. Скитање по разним локалним кнежевствима и војводствима завршава када посећује двор краља Жигмунда III у марту 1604. Краљ му дарује допуштење да окупи војску за освајање Русије. Како би добио што већу подршку за свој подухват, Лажни Димитрије прелази на католичку веру уз истовремено обећање да ће цела Русија следити његов пример када буде цар.
Током јуна 1604. окупљена војска је по његовом мишљењу постала довољно велика за рат, тако да на њеном челу улази у Русију током те јесени. Добија и прву битку те године освајајући успут неколико руских градова. У следећој бици 1605. године (Битка код Добринича) Лажном Димитрију пораз наноси Борис Годунов, а његова војска претрпљује катастрофалне губитке. Тај пораз, којим је требало завршити рат, убрзо постаје тек неугодни догађај пошто његов противник изненада умире. Захваљујући искуству тог пораза, шаље поруку народу у Москви чија објава доводи до побуне против Фјодора II, новог цара. Нови цар је најприје ухапшен, а потом највероватније по наређењу Лажног Димитрија погубљен заједно са мајком и сестром.

## Цар
Први задатак који себи поставља по уласку у Москву био је посета гробу свог наводног оца Ивана IV Грозног. Одмах потом посећује своју наводну мајку која га потврђује као свог сина дарујући легалност његовом преузимању власти. Владавина Лажног Димитрија се убрзо показала као доба сталних великих реформи, као да је знао ограниченост свог времена. На спољнополитичком плану склапа противтурски савез са Венецијом и Пољско-литванском унијом, док у унутрашњим пословима олакшава живот обичних сељака.
Одступајући од политике свих претходних руских владара, још од доба Кијевске Русије, одбија строгу повезаност православне цркве и државе што доводи до првих проблема. Његове прозападне реформе и никада скривено размишљање како је западна култура боља од руске, доводе до додатних подозрења конзервативних кругова. Кап која прелива чашу стрпљења је било венчање Лажног Димитрија с пољском принцезом Марином која је била католичке вере. У таквим случајевима током руске историје она је требало да пређе на православну веру. Како се то није догодило уз пуну подршку цара, који поштује њено право на избор, долази до склапања нове завере. Мање од десет дана након венчања, Лажног Димитрија убијају завереници који ће на престо поставити оног истог Василија IV Шујског ког је убијени цар већ једанпут помиловао ради завере.

## Димитрије
По мишљењу Бориса Годунова који је сигурно тада имао најбоље податке, Лажни Димитрије је сигурно био Гришка Отрепев који 1601. године напушта манастир и почиње да се представља као принц Димитрије Иванович. Ако би та тврдња била истинита тада је своје знање писања руског и пољског језика стекао још у манастиру. Био је и веома добар јахач што је припомогло да буде прихваћен у племићким круговима.